# Fulaspis monoloba
Fulaspis monoloba är en insektsart som beskrevs av Abraham Munting 1965. Fulaspis monoloba ingår i släktet Fulaspis och familjen pansarsköldlöss. Inga underarter finns listade i Catalogue of Life.